# Josef Bernard (pedagog)
Josef Antonín Bernard (13. června 1891, Jilemnice – 11. listopadu? 1941, Osvětim) byl pedagog, filolog a účastník protinacistického odboje popravený během druhé světové války.

## Životopis

### Mládí
Josef Bernard se narodil 13. června 1891 do rodiny stavitele Františka Bernarda a Františky Bernardové, rozené Kudrové. Děd z otcovy strany, Matěj Bernard, byl rolník pocházející z Oseku. Rodiče z matčiny strany byli sedláci v Roprachticích. Středoškolská studia absolvoval na gymnáziu v Jičíně, maturitu s vyznamenáním vykonal 4. července 1910. Po neúspěšném pokusu o přijetí na vídeňskou klauzulární akademii, kde se chtěl připravovat na diplomatickou dráhu, se rozhodl pro studium francouzštiny a němčiny na Filozofické fakultě Univerzity Karlovy. V roce 1912–1913 strávil dva semestry na Faculté des Lettres na pařížské Sorbonně, v roce 1914 pak dokončil svá studia v Praze.

### Učitelská kariéra
Od září 1915 do srpna 1917 působil jako suplující a do srpna 1919 jako zatímní učitel francouzského a německého jazyka na reálném gymnáziu v Jilemnici. Ze začátku učil 11 hodin týdně, k jeho dalším povinnostem patřily např. hospitace kolegů Karla Štětky nebo Jaroslava Hoffmana či dozor nad žáky při venkovních aktivitách.  S přihlédnutím k jeho dosavadní učitelské praxi mu byl výjimečně prominut zkušební rok, takže zkoušku způsobilosti pro střední školy úspěšně složil už 8. června 1916. Rozdíl mezi neaprobovaným a aprobovaným učitelem lze vyčíslit částkou 264 Korun – tolik za daných podmínek činil rozdíl v Bernardově ročním platu.
13. července 1916 byl poprvé obviněn z protistátní činnosti a souzen vojenským soudem v Josefově, když tři dny před tím na pohřbu svého přítele Josefa Kittnera pronesl údajně závadný projev. Jeho závadnost podle zprávy spočívala ve slovech „Nyní však zapadá do hrobu a zůstává po něm jen teskná vzpomínka a žaloba… žaloba…“ a následné odmlce, která údajně zavdala podnět ke dvojí interpretaci prohlášení. Okresní hejtmanství sice rozsudek odložilo, avšak byl varován, aby se vyvaroval dalších veřejných vystoupení a byla mu vyměřena pokuta 30 Korun.
Ve školním roce 1919–1920 byl přesunut na reálné gymnázium do Duchcova jako definitivní profesor. Dne 26. srpna 1920 si vzal Martu Erbanovou, s níž měl dvě dcery, Alenu a Yvettu. Od následujícího školního roku už opět působil v Jilemnici, kde získal definitivu a kde se svou rodinou bydlel ve Valdštejnské ulici, v domě čp. 7. V letech 1922, 1923 a 1934 napsal tři učebnice francouzštiny pro reálná gymnázia. V roce 1928 se také stal předsedou ÚMDOČ (Ústřední matice divadelního ochotnictva československého) v Jilemnici. a dle vzpomínek byl výborným divadelním režisérem divadelního klubu Kollár.
Opakovaně žádal o stipendia, s nimiž se prostřednictvím ředitelství školy obracel na Zemskou školní radu. V létě 1925 tak s její podporou ve výši 3.000 Kč absolvoval studijní pobyt ve Francii. Žádosti o příspěvek na podobný pobyt v Anglii o hlavních prázdninách v roce 1929 však vyhověno nebylo, ačkoli ředitel školy Bernardovu cestu velmi podporoval.
Za podíl na propagaci a šíření francouzštiny ho francouzské ministerstvo veřejného vyučování 1. dubna 1933 jmenovalo důstojníkem Akademie v Paříži (officier d'Academie).

### Odboj a zatčení
Ve čtyřicátých letech zastupoval Jilemnici v časopise Beseda. Po obsazení republiky se přidal do ilegální odbojové organizace Obrana národa do skupiny MUDr. Ladislava Nebeského. Díky svým kontaktům se zahraničím měl Bernard přístup ke článkům z anglického a francouzského tisku, které překládal. Osudnými se mu údajně staly výňatky z brožury La tragédie tchécoslovaque (Československá tragédie), jež místní protifašistický odboj použil pro letáky tištěné v Jilemnici. Po zatčení MUDr. Nebeského 24. února 1940 byl zatčen i Josef Bernard. Před soudním přelíčením pobýval v nejrůznějších věznicích od Vrchlabí a Hostinné přes Drážďany, Hoff, Ebrach, Štětín, Golnov, Berlín a Görlitz až po Litoměřice.
V souvislosti s obviněním byl prof. Bernard výnosem České zemské školní rady z 30. srpna 1940 (s platností od 22. srpna 1940), bez ohledu na naléhání ředitelství školy, aby byl propuštěn, na princip presumpce neviny a aniž by mu byla dána příležitost se ospravedlnit, předběžně suspendován. Taktéž mu byla snížena mzda na polovinu, což začalo velmi komplikovat život jeho rodině.
Přestože vrchní zemský soud v Litoměřicích jeho stíhání 8. června 1941 zastavil jako neodůvodněné a lidový soud v Drážďanech zrušil vydaný zatykač, poslalo gestapo prof. Bernarda do koncentračního tábora v Osvětimi s poznámkou RU (Rückkehr unerwünscht – návrat nežádoucí)

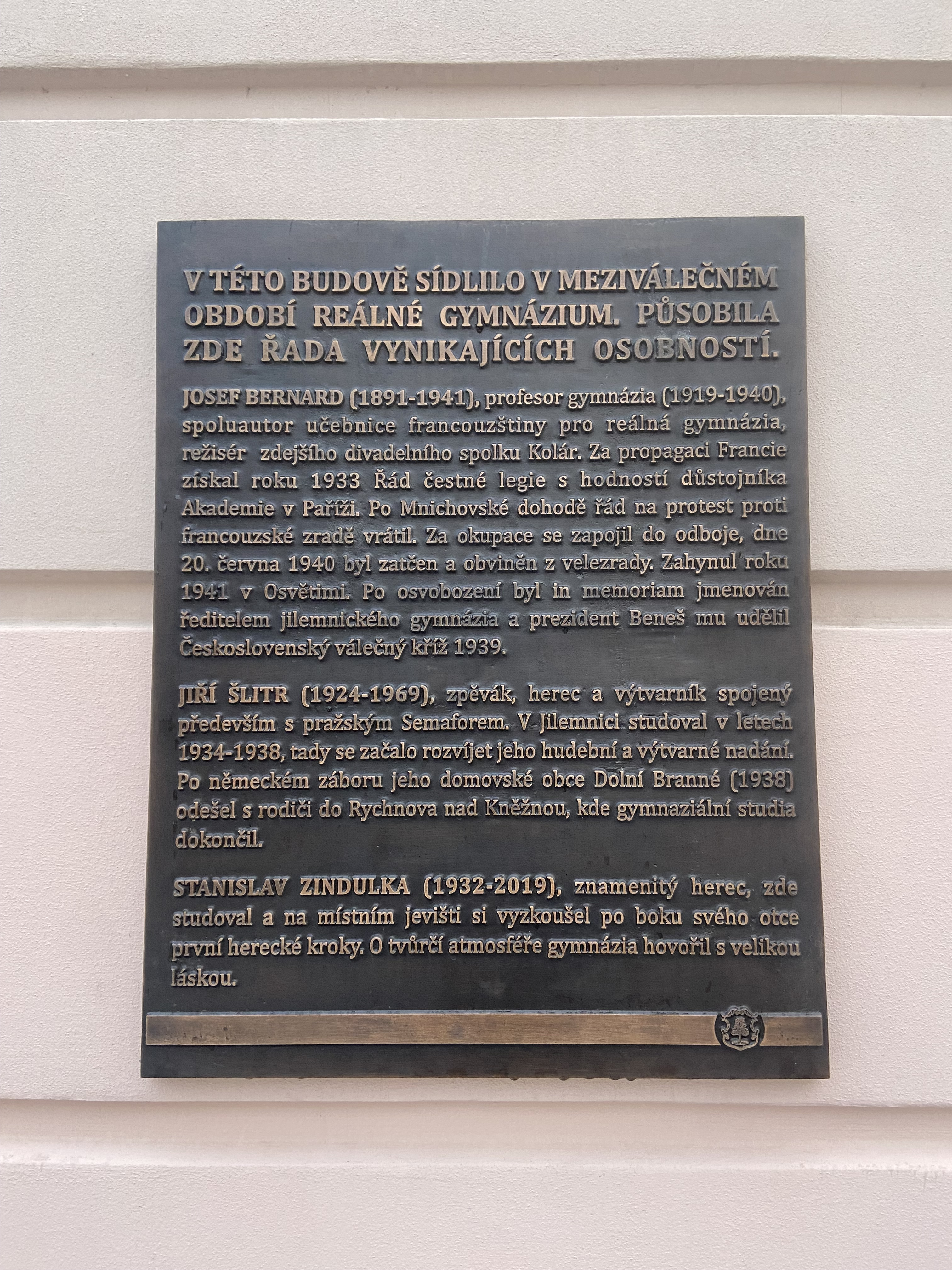
Pamětní deska Josefu Bernardovi na budově Základní školy Jana Harracha v Jilemnici

### Smrt
Údaje o smrti Josefa Bernarda jsou značně nejasné. Některé zprávy hovoří o jeho smrti 11. listopadu 1941 v Osvětimi, podle některých zemřel až o tři dny později poté, co byl ubit na cestě do tábora dne.

## Po smrti
Za činnost v protifašistickém odboji mu byl v roce 1945 udělen Československý válečný kříž in memoriam. Na základě dekretu prezidenta republiky z 31. března 1947 byl rovněž posmrtně, s účinností od 28. října 1941, jmenován ředitelem jilemnického gymnázia. Jmenování mělo především symbolický význam, z praktického hlediska to znamenalo jen mírné zvýšení funkčního služného a vdovského důchodu pro jeho ženu. 
Po válce Krajanské sdružení rodáků a přátel Jilemnicka v Praze iniciovalo debatu o způsobu, jak uctít památku zavražděného pedagoga. Objevily se návrhy na pojmenování místa či domu pro prof. Bernardovi, dokonce se ředitelství školy snažilo po něm pojmenovat gymnázium. Zemská školní rada však považovala činy a osobu prof. Bernarda za záležitosti lokálního a nikoli celostátního významu, takže osazení pamětní desky schválila, ale jakékoli změny v názvu ústavu zamítla.
V roce 1947 vyšel ve čtrnáctideníku Beseda jeho nekrolog napsaný Josefem Machačem, ředitelem jilemnického gymnázia. V něm uznal zejména jeho odborné i volnočasové aktivity.

## Dílo

### Spoluautorství
- 1922 – Učebnice jazyka francouzského pro reálná gymnasia, reálky a dívčí lycea: Kniha první pro první ročník
- 1923 – Učebnice jazyka francouzského pro reálná, reformovaná (sic) reálná gymnasia a reálky chlapecké i dívčí: Kniha druhá pro druhý ročník
- 1934 – Učebnice jazyka francouzského pro V. třídu reálných gymnasií a reálek